# Richard Pryor
Richard Pryor (Peoria, Illinois, 1940. december 1. – Los Angeles, Kalifornia, 2005. december 10.) Primetime Emmy- és többszörös Grammy-díjas amerikai komikus, színész, előadóművész.

## Élete

### A kezdetek
Az Illinois államban található Peoriában látta meg a napvilágot 1940-ben, Richard Franklin Lennox Thomas Pryor néven. Apja háborús veterán volt és ökölvívóként, valamint pincérként kereste kenyerét (később Pryor is leszerelt katonát játszott a Hat év, hat nap című filmjében), anyja a nagyanyja által üzemeltetett bordélyházban űzte a legősibb mesterséget. A kis Richardot az utca nevelte fel, hamar elsajátította annak törvényeit, elmerült a tolvajok és késelők éjszakai világában. Ebben az időben szívta magába a társadalom perifériájának "szakzsargonját", a művészetét később fémjelző káromkodásokat. Az iskolából azért tanácsolták el, mert megtámadott egy tanárt, egy másik feleségének a kocsiját pedig szitává lőtte. Redd Foxhoz hasonlóan Richard Pryor is éjszakai szórakozóhelyeken, klubokban, bárokban kezdte előadóművészi karrierjét. Pryor itt szórakoztatta a nagyérdeműt jobbára improvizált szövegeivel.

### Pryor nyeregbe kerül
Az 1960-as évek második felében Richard Pryor jobbára tévéfilmsorozatok epizódszerepeiben kezdi építgetni filmes pályáját. A kisképernyőn azonban csak néhány évet tölt, ugyanis a nagyvászon világa hamar magába szippantja. A színészkedés mellett forgatókönyvírói tevékenységet is végez, 1974-ben például megírja a Fényes nyergek című film szövegkönyvét. Ez az első közös munkája Gene Wilder színésszel, bár ebben a filmben – Wilderrel ellentétben – Pryor színészként még nem működik közre. 1976-ban játszanak először együtt a Száguldás gyilkosságokkal című vígjátékban, amely Richard Pryor mozifilmjei közül az első jelentősebb. Az egyre nívósabb komikus – szerepek jelzik, hogy a színészre komoly jövő vár a filmek világában. A Kaliforniai lakosztályban (1978) ugyan még csak mellékszereplő, de már Walter Matthau, Michael Caine, Jane Fonda és az ezért az alakításáért Oscar-díjjal jutalmazott Maggie Smith partnereként idétlenkedhet a vásznon. Ezzel egyidőben felkérik a Kék gallér című dráma egyik szerepére is, ebben színésztársai között találjuk Harvey Keitelt és Yaphet Kottót. Pryor azonban komikusnak született, és eredeti célkitűzésétől nem tántoríthatta el semmi. Komikusi vénáját igazolták következő munkái, amelyek már valódi főszerepet és pezsgőfürdős sikereket hoztak számára: az Istenben bízunk, avagy vallást akarunk című filmben magát Istent játssza.

### Örök partnerek
1980 vízválasztó Pryor felfelé ívelő mozis pályáján, ugyanis Gene Wilderrel ekkor játsszák el a Dutyi dili című fergeteges börtönvígjáték főszerepeit. A páros, amely már a Száguldás gyilkosságokkal c. filmben is tökéletesen működött, varázslatos munkát végzett. Pryor jellegzetes grimaszaival, kidüllesztett szemgolyóival, bamba tekintetével filmtörténeti legendává nemesedett. 1982-ben leforgatta a Hat év, hat nap című szatirikus vígjátékot, amelyben egy vietnami veterán hazatérésének bonyodalmai fakasztották mosolyra a nézőket. És Richard Pryor ontotta magából a remek alakításokat, még akkor is, ha maga a filmes alapanyag nem volt éppen elsőosztályú. Ezzel a kritikával illethetnénk a Superman harmadik részét, amelyben "vendégszerepelt", vagy a Szórd a pénzt és fuss! című filmet, amelyet személyes karaktere visz el a vállán. A Költözés (1988) szintén joggal megkérdőjelezett minőségű film volt, ám Pryor ebben is megmutatta, hogy szeretnivaló egyénisége csodákra képes. 1989-ben azonban két színvonalas komédiát is végighülyéskedhetett: az egyik a Harlemi éjszakák, melyben Eddie Murphy bártulajdonos nevelőapját játszotta, a másik pedig talán élete legnagyobb alakítása: a Vaklárma, amelyet a Wilderrel közösen készített mozik között általában a legsikerültebbként jegyeznek. Pryor egy vak, Wilder egy süket balfácánt játszik, akik akaratuk ellenére egy szövevényes gyilkossági ügy közepébe csöppennek, és mivel a rendőrség erői nagy elánnal keresik őket, kénytelenek maguk elcsípni az igazi tetteseket – a szituáció pikantériája, hogy még egymást is csak nehezen képesek megtalálni károsodott érzékszerveik miatt. Pryor lehengerlő: másfél órán keresztül ontja a nevettető dumákat és gegeket, személyisége ellenállhatatlan.

### Az utolsó évek
Pryor már régóta sclerosis multiplexben szenvedett, ami utolsó éveiben már akadályozta munkájában. Wilderrel még leforgatta negyedik, utolsó közös filmjüket, a Folt a zsákját – amely felemás fogadtatásban részesült –, majd elvonult a világ kíváncsi szeme elől, és már csak David Lynch Lost Highway – Útvesztőben c. filmjében vállalt el egy kerekesszékes szerepet.
Richard Pryornak utolsó éveiben többször költötték halálhírét, több szívrohamon is átesett. A kokainnal 1980-ban sikertelen öngyilkosságot elkövető idősödő színész azonban sokáig nem adta fel. A szakma 1999-ben Mark Twain-díjjal jutalmazta a betegen is aktív Pryort. Szülővárosa utcát nevezett el róla. 2004-ben első helyen végzett a „100 legnagyobb komédiás” szavazáson. Bár mozgása és kedvelt mimikája már nem tette alkalmassá a szerepek eljátszására, a régen excentrikus viselkedésű Pryor haláláig producer és tanácsadó volt.

## Filmjei
- Lost Highway – Útvesztőben (1997) … Arnie
- A három muskotályos (1991) … narrátor/csapos/Wino
- Folt a zsákját (1991) … Eddie Dash
- Harlemi éjszakák (1989) … Sugar Ray
- Vaklárma (1989) … Wallace 'Wally' Karue
- Költözés (1988) … Arlo Pearl
- Alkalom szüli az orvost (1987) _ Eddie
- Kritikus állapot (1987) … Eddie Lenahan/Dr. Kevin Slattery
- Szórd a pénzt és fuss! (1985) _ Montgomery Brewster
- Superman 3. (1983) … Gus Gorman
- Hat év, hat nap (1982) … Eddie Keller/Ted Segal
- Porontyjárat (1981) … Joe Braxton
- Dutyi dili (1980) … Harry Monroe
- Istenben bízunk, avagy vallást akarunk (1980) … G.O.D.
- Wholly Moses! (1980) … Fáraó
- The Muppet Movie (1979) … Balloon Vendor
- A Wiz (1978) … The Wiz
- Kaliforniai lakosztály (1978) … Dr. Chauncey Gump
- A munka gyümölcse (1977)  … Which Way Is Up?
- Száguldás gyilkosságokkal (1976) … Grover Muldoon